# Blackwell House
Blackwell House je historický dům stojící na Roosevelt Island, Manhattan, New York (dříve známý jako Manningův ostrov, později Blackwellův ostrov, pak Welfare Island). Poté, co Angličané porazili Holanďany v roce 1666, kapitán John Manning zabral ostrov, který se stal známý jako Manningův ostrov, a o dvacet let později, Manningův zet, Robert Blackwell, se stal novým majitelem a jmenovcem ostrova. V roce 1796, Blackwellův pravnuk Jacob Blackwell postavil Blackwell House, který je nejstarší památkou ostrova a šestý nejstarší dům v New York City, a jeden z mála zbývajících příkladů zdejší architektury z 18. století.
Dům byl zařazen do National Register of Historic Places v roce 1972 (č.
72000862).